# Articolazione zigosfene-zigantro
L'articolazione zigosfene-zigantro è un giunto accessorio fra vertebre presente in diversi rettili lepidosaurimorfi. È un'articolazione a «perno» costituita da un processo rivolto in avanti, di forma cuneiforme, definito zigosfene, che si inserisce in una depressione sulla superficie posteriore della vertebra successiva, detta zigantro. Il primo è collocato fra le prezigapofisi dell'arco neurale, mentre lo zigantro si trova fra le postzigapofisi.
Questa struttura si riscontra nei serpenti, nei lacertidi, nei teiidi, nei gimnoftalmidi e in alcuni iguanidi e cordilidi, oltre che in diversi gruppi fossili, tra cui plesiosauri, notosauri e pachipleurosauri. È assente nei varani odierni (Varanus), ma compare nei varanidi fossili. L'articolazione zigosfene-zigantro stabilizza la colonna vertebrale: pur consentendo movimenti orizzontali e verticali, impedisce la rotazione individuale delle singole vertebre.